# Dragne
Die Dragne ist ein Fluss in Frankreich, der im Département Nièvre in der Region Bourgogne-Franche-Comté verläuft. Sie entspringt im Regionalen Naturpark Morvan, im Gemeindegebiet von Villapourçon. Der Fluss entwässert anfangs in südlicher Richtung, schwenkt dann auf Nordwest, später nochmals auf Südwest und mündet nach insgesamt rund 30 Kilometern im Gemeindegebiet von Vandenesse als linker Nebenfluss in den Aron. 

## Orte am Fluss
- Dragne, Gemeinde Villapourçon
- Onlay
- Dragne, Gemeinde Moulins-Engilbert
- Vandenesse